# Gulner Gyula
Gulner Gyula (néhol Gullner), Gulner Gyula János (Vál, 1842. október 2. (keresztelés) – Budapest, Erzsébetváros, 1909. december 18.) magyar jogász, vármegyei tisztviselő, Pest-Pilis-Solt-Kiskun vármegye főispánja, Monor majd Abony országgyűlési képviselője. 1876. február 17-én az országgyűlés egyik jegyzőjének választották meg. Pest-Pilis-Solt-Kiskun vármegye főispánjaként sokat tett Pestszentlőrinc fejlődéséért. 1903. február 6-án "a közügyek terén szerzett kiváló érdemei" elismeréséül  a Lipót-rend középkeresztjével tüntették ki.

## Életpályája
Régi vármegyei tisztviselőcsaládban született Gulner László és Menyhárt Jozefa fiaként. Jogi tanulmányainak befejezése után 1867-ben maga is vármegyei tisztviselőként kezdte pályafutását. Beöthy Lajos oldalán mint főjegyző működött. Az országos politikában 1872-től országgyűlési képviselőként vett részt, amikor is a Balközép Párt képviselőjeként nyert mandátumot. Pártjának a Deák-párttal történő fúziója után nem sokkal kilépett az utódpártból és előbb 1876 májusában a Független Szabadelvű Párt, majd  1878-ban már az Egyesült Ellenzék tagja. 1899-ben több párttársával együtt a Szabadelvű Pártba lépett át, majd 1903 novemberében Apponyi Alberttel együtt a Nemzeti Párt színeiben politizált tovább, melynek elnökévé választották. 1905 januárjában a Függetlenségi és Negyvennyolcas Párthoz csatlakozott, melynek alelnöke is volt.
Az 1881-1884-es ciklustól eltekintve állandó tagja volt a képviselőháznak.
Széll Kálmán kormányában 1900. április 24-én belügyminisztériumi államtitkárá nevezte ki, mely állásásról 1903. november 6-án lemondott.  Ő  lett az alelnöke annak a 65 tagú bizottságnak, amelynek feladata volt az 1905-1906-os nemzeti ellenállási mozgalom intézkedéseinek a végrehajtása.
1906-ban kinevezték Pest-Pilis-Solt-Kiskun vármegye és Kecskemét város főispánjává, mely tisztséget haláláig viselt. Felesége Rée Mária volt.

## Emlékezete
- Budapest XVIII. kerületében, a Miklóstelepen utca viselte a nevét 1925 és 1946 között. Az utca 1991-ben kapta vissza ezt a nevét.[12]
- A XVIII. kerületben általános iskola viseli a nevét.
- Szobrát László Pál készítette el.